# Materiały ciepłochronne
Materiały ciepłochronne – substancje stosowane do wykonywania izolacji cieplnej w siłowniach parowych, sieci ogrzewniczej, urządzeniach chłodniczych, instalacjach chemicznych, budynkach mieszkalnych itp. – wszędzie tam, gdzie chodzi o zmniejszenie do minimum strat cieplnych przy ekonomicznym nakładzie inwestycyjnym. Jako materiały ciepłochronne stosuje się materiały o małym współczynniku przewodności cieplnej, zwłaszcza porowate, piankowe i włókniste. Materiały ciepłochronne powinny odznaczać się małym ciężarem właściwym, odpornością na uszkodzenia mechaniczne, powinny być niewrażliwe na wilgoć (która znacznie zwiększa przewodnictwo ciepła), odporne na starzenie (zmiany mechaniczne i chemiczne w miarę upływu czasu), łatwe do kształtowania i tanie.